# Molino (socijalni centar)
Molino je ime skvotiranog samoupravnog socijalnog centra (Centro Sociale Occupato Autogestito), koji se nalazi u bivšoj gradskoj klanici u švajcarskom gradu Lugano. 
Zauzimanju je prethodilo četrdeset godina zahtevanja od grada da im obezbedi autonomni prostor za kulturno-društvene aktivnosti. Iako prvi zahtevi sežu još u 1960-te godine, aktivisti nikada nisu dobili konkretan odgovor od gradskih vlasti. Početkom 1990-ih stvaraju Grupu za društveno-kulturnu samouravu, čiji je cilj iznalaženje javnog prostora.
1996. podstaknuti zapatističkim ustankom, osnovaju kolektiv Antagonistička istina i ubrzo zatim, 12. oktobra iste godine, aktivisti skvotiraju prostor za socijalni centar.  1997. izbija požar u kome je izgoreo veći deo društvenog centra, ali na sreću, svih 200 ljudi unutra, uspevaju da se spasu. 
Posle požara, Molino se, zahvaljujući dogovoru sa gradskom vladom, premešta u drugi prostor, gde ostaje narednih pet godina. U tom periodu je nastalo na desetine inicijativa i radnih grupa, poput imigrantske, ženske, zapatističke, azilantske, za meditaciju, časopis, internet, zadrugu i slično. 18. oktobra 2004, odred specijalaca, po naređenju gradske vlasti, rastura socijalni centar.
Samoupravljači su se ponovo našli u situaciji bez prostora, i ponovo nekoliko meseci zahtevaju prostor i organizuju par protestnih manifestacija. Na kraju, suočena sa pretnjom demonstracijama za novogodišnje praznike, gradska vlada im daje prostor bivše klanice, kao privremeno rešenje. Skvoteri ubrzo preuređuju prostor i otvaraju info-šop, prostor za svirke, bioskop, atelje, radionice, kancelarije, računarski centar, laboratoriju, kafić i menzu. 
Iako organizuje besplatne filmske projekcije, jeftine koncerte i dele besplatnu hranu najugroženijima svaki dan, nikada nisu dobili prizanje od gradskih vlasti, koji nastavljaju da ignorišu njihovo iskustvo. Inače, njihova celokupna struktura je potpuno samofinansirajuća i funkcioniše jedino zahvaljujući upornosti stotina aktivista.

## Spoljašnje veze
- Sajt socijalnog centra Molino